# Diócesis de San Isidro de El General
La diócesis de San Isidro de El General o de San Isidro (en latín: Dioecesis Sancti Isidori) es una circunscripción eclesiástica de la Iglesia católica en Costa Rica. Se trata de una diócesis latina, sufragánea de la arquidiócesis de San José. Desde el 13 de noviembre de 2021 su obispo es Juan Miguel Castro Rojas.

## Territorio y organización

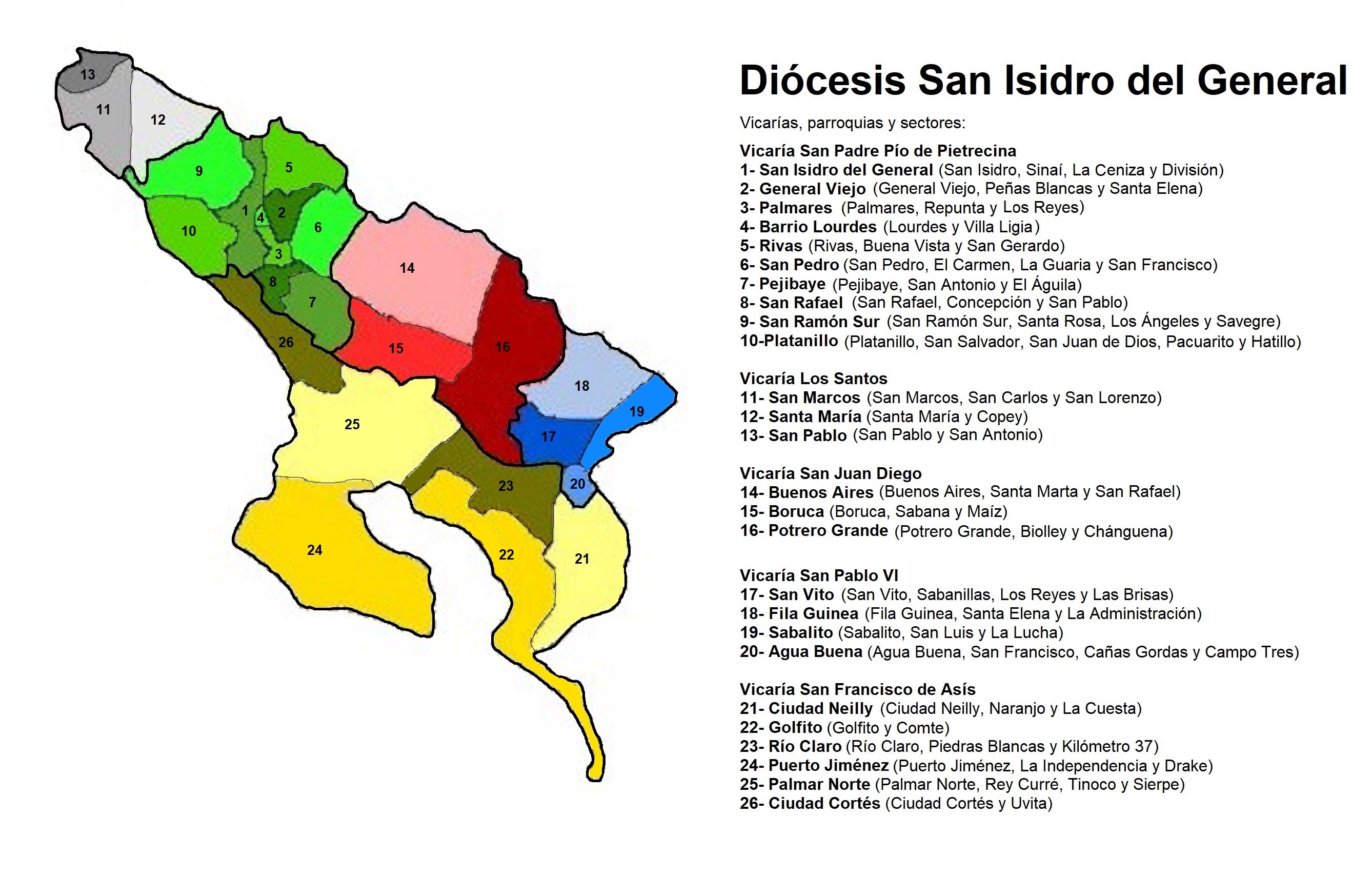
Mapa de parroquias de la diócesis de San Isidro de El General

La diócesis tiene 10 646 km² y extiende su jurisdicción sobre los fieles católicos de rito latino residentes en la parte meridional de la provincia de Puntarenas (cantones de Osa, Buenos Aires, Corredores, Golfito y Coto Brus) y la parte meridional de la provincia de San José (cantones de Dota, Tarrazú y Pérez Zeledón). La zona costera es considerada zona de misión.
La sede de la diócesis se encuentra en la ciudad de San Isidro de El General, en donde se halla la Catedral de San Isidro Labrador.
En 2025 en la diócesis existían 27 parroquias agrupadas en 6 vicarías foráneas:

### Vicaría San Padre Pío
Ubicación:
- Provincia: San José
- Cantón: Pérez Zeledón

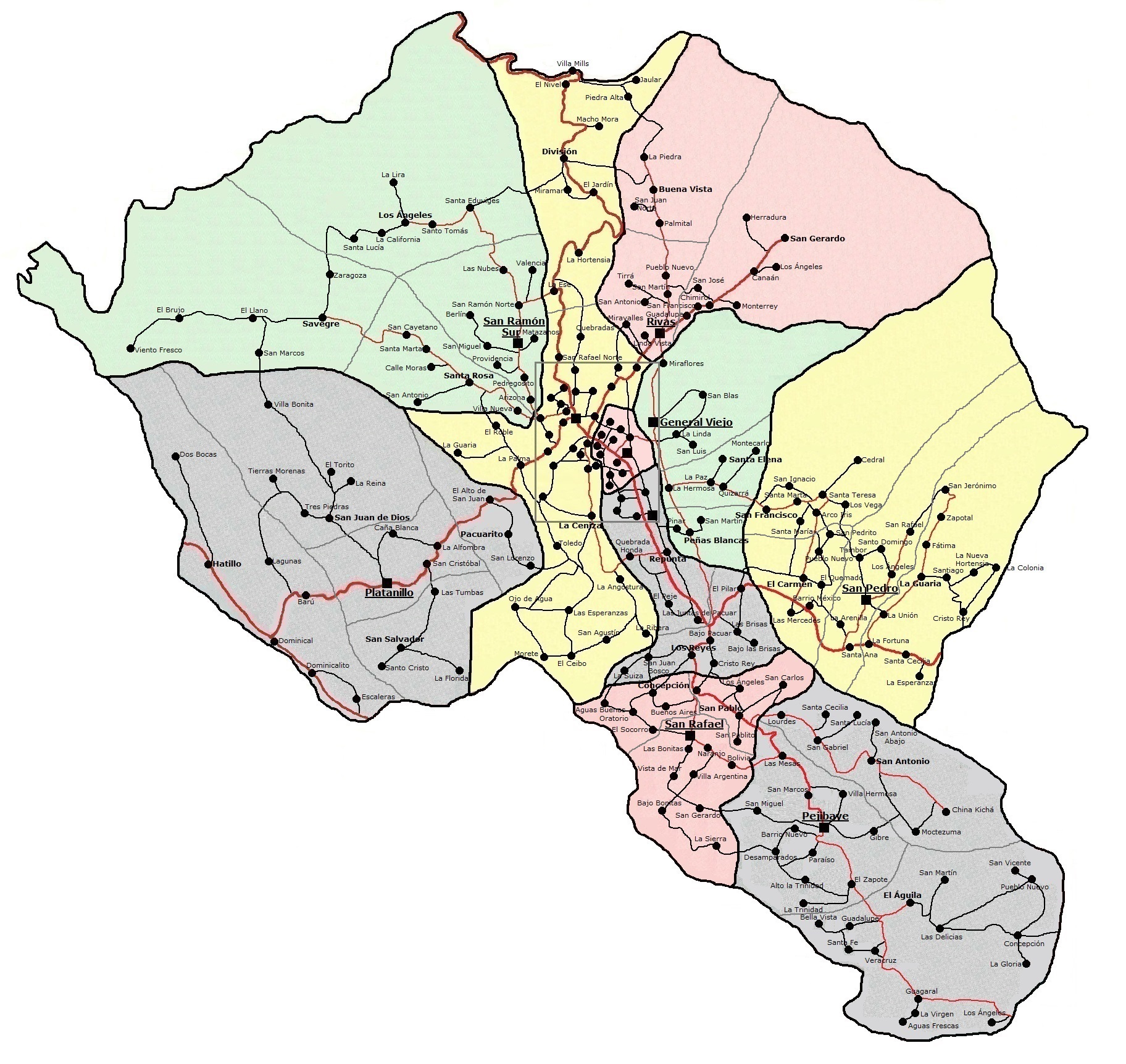
Mapa de la vicaría San Padre Pío, por parroquias y sectores

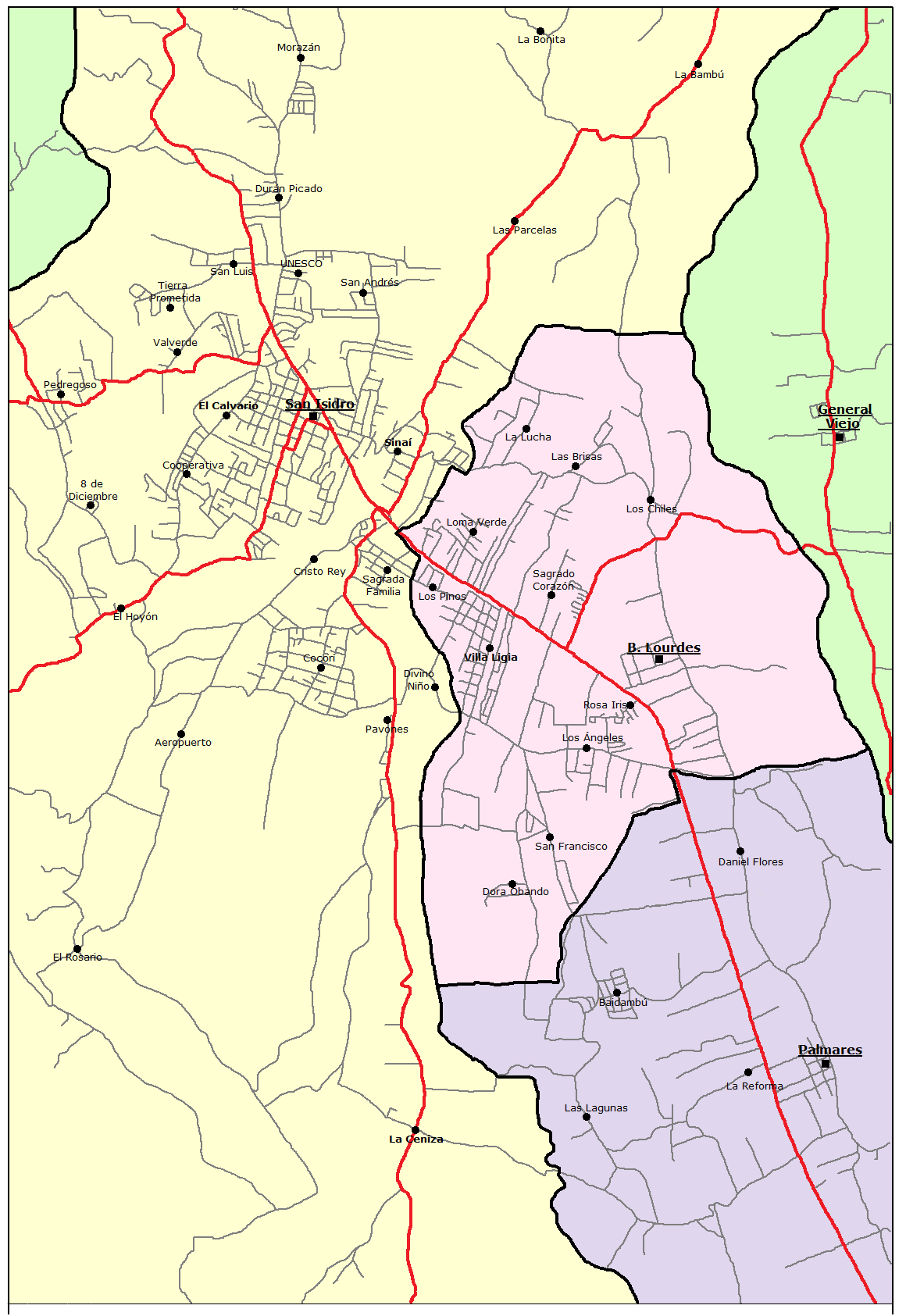
Mapa del centro urbano de la vicaría de San Padre Pío, por parroquias y filiales

Conformada por las siguientes parroquias:

#### San Isidro Labrador, Catedral, San Isidro de El General
- Distrito: San Isidro de El General
- Poblado: San Isidro de El General (Ciudad)

La parroquia abarca casi en su totalidad el distrito de San Isidro de El General, además de una gran parte del distrito de Páramo. Sus filiales se organizan en los siguientes sectores:
- Sector San Isidro: San Isidro, Tierra Prometida, Valverde, Pedregoso, El Calvario, Cooperativa, 8 de Diciembre, El Hoyón, La Palma, El Roble y La Guaria.
- Sector Sagrada Familia: Sagrada Familia, Cristo Rey, Cocorí, Divino Niño, Pavones, Aeropuerto y El Rosario.
- Sector La Ceniza: La Ceniza, Toledo, La Angostura, Ojo de Agua, Las Esperanzas, La Ribera, San Agustín, El Ceibo y Morete.

#### Inmaculada Concepción, Rivas
- Distrito: Rivas
- Poblado: Rivas

La parroquia abarca casi la totalidad del distrito de Rivas, y organiza sus filiales en los siguientes sectores:
- Rivas: Rivas, Pueblo Nuevo, Linda Vista, San Martín, Tirrá y San Antonio.
- Buena Vista: Buena Vista, La Piedra, Palmital y San Juan Norte.
- San Gerardo: San Gerardo, Chimirol, Herradura, Guadalupe, Canaán, San José, Los Ángeles y San Francisco.

#### San Miguel Arcángel, General Viejo
- Distrito: El General
- Poblado: General Viejo

La parroquia abarca en su totalidad el distrito de El General, además de dos comunidades del distrito de Cajón y una de Daniel Flores, y organiza sus filiales en los siguientes sectores:
- General Viejo: General Viejo, San Blas, Miraflores, La Linda y San Luis.
- Santa Elena: Santa Elena, La Hermosa, Quizarrá, La Paz y Montecarlo.
- Peñas Blancas: Peñas Blancas, Pinar, San Martín y La Inmaculada.

#### Nuestra Señora de Guadalupe, Platanillo
- Distrito: Barú
- Poblado: Platanillo

La parroquia abarca la totalidad del distrito de Barú, además de 3 comunidades de San Isidro de El General, organiza sus filiales en los siguientes sectores:
- Platanillo: Platanillo, San Cristóbal, La Alfombra y Caña Blanca.
- San Salvador: San Salvador, Las Tumbas, Santo Cristo y La Florida.
- San Juan de Dios: San Juan de Dios, Tres Piedras, Tierras Morenas, La Reina, El Torito y Villa Bonita.
- Pacuarito: Pacuarito, El Alto de San Juan y San Lorenzo.

#### San Ramón Nonato, San Ramón Sur
- Distrito: Páramo
- Poblado: San Ramón Sur

La parroquia abarca la totalidad del distrito de Río Nuevo y una gran parte de Páramo, organiza sus filiales en los siguientes sectores.
- San Ramón Sur: San Ramón Sur, Arizona, Pedregosito, Providencia, San Miguel, Berlín, Matazanos, San Ramón Norte, Las Nubes y Valencia.
- Santa Rosa: Santa Rosa, Villa Nueva, San Antonio, Calle Moras, Santa Marta y San Cayetano.
- Los Ángeles: Los Ángeles, Santa Eduviges, Santo Tomás, La Lira, La California y Santa Lucía.
- Savegre: Savegre, Zaragoza, San Marcos, El Llano, El Brujo y Viento Fresco.

#### Nuestra Señora del Carmen, Barrio Morazán
- Distrito: San Isidro del General
- Poblado: Morazán

La Parroquia abarca algunos barrios urbanos del distrito de San Isidro del General, así como algunas comunidades del distrito de Páramo. Organiza sus filiales en los siguientes sectores:
- Morazán: Morazán, La Ese, San Rafael Norte, San Luis, Quebradas y UNESCO-Durán Picado.
- Sinaí: Sinaí, San Andrés, La Bambú, La Bonita, Las Parcelas y Miravalles.
- División: División, Villa Mills, El Jardín, El Nivel, Macho Mora, Piedra Alta, El Jaular, Miramar y La Hortensia.

### Vicaría Nuestra Señora de Lourdes
Ubicación:
- Provincia: San José
- Cantón: Pérez Zeledón

#### Nuestra Señora de Lourdes, Barrio Lourdes
- Distrito: Daniel Flores
- Poblado: Lourdes

La Parroquia abarca la parte norte del distrito de Daniel Flores, zona muy urbana ya que es la zona del distrito más cercana a la ciudad de San Isidro de El General, y organiza sus filiales en los siguientes sectores:
- Lourdes: Lourdes, Los Chiles, Sagrado Corazón, Loma Verde, Las Brisas y La Lucha.
- Villa Ligia: Villa Ligia, Los Pinos, Rosa Iris, Los Ángeles, San Francisco y Dora Obando.

#### San José, Palmares
- Distrito: Daniel Flores
- Poblado: Palmares

La parroquia abarca la zona sur del distrito de Daniel Flores, además de tres comunidades del distrito Cajón y una de Platanares, organiza sus filiales en los siguientes sectores:
- Palmares: Palmares, Daniel Flores, Baidambú, Las Lagunas y La Reforma.
- Repunta: Repunta, Quebrada Honda, El Peje y Las Juntas de Pacuar.
- Los Reyes: Los Reyes, San Juan Bosco, La Suiza, Bajo Pacuar, Cristo Rey, Bajo Las Brisas, Las Brisas y El Pilar.

#### San Rafael Arcángel, Platanares
- Distrito: Platanares
- Poblado: San Rafael

La Parroquia abarca casi la totalidad del distrito de Platanares, y organiza sus filiales en los siguientes sectores:
- San Rafael: San Rafael, Bolivia, Naranjo, Las Bonitas, Vista de Mar, Villa Argentina, Bajo Bonitas, San Gerardo y La Sierra.
- Concepción: Concepción, Buenos Aires, El Socorro, Oratorio y Aguas Buenas.
- San Pablo: San Pablo, Mollejones, San Pablito, Los Ángeles y San Carlos.

#### Nuestra Señora de Lourdes, Pejibaye
- Distrito: Pejibaye
- Poblado: Pejibaye

La parroquia abarca la totalidad de los distritos de Pejibaye y La Amistad, además de 8 comunidades del cantón de Buenos Aires, 4 del distrito Pilas y 4 del distrito Colinas, y organiza sus filiales en los siguientes sectores:
- Pejibaye: Pejibaye, Villa Hermosa, San Marcos, Las Mesas, San Miguel, Gibre, Barrio Nuevo, Desamparados, Paraíso, El Zapote, Alto La Trinidad y La Trinidad.
- San Antonio: San Antonio, Moctezuma, China Kichá, San Antonio Abajo, San Gabriel, Lourdes, Santa Lucía y Santa Cecilia.
- El Águila: El Águila, San Martín, Las Delicias, San Vicente, Pueblo Nuevo, Concepción, La Gloria, Guadalupe, Bella Vista, Santa Fe, Veracruz, Guagaral, La Virgen, Aguas Frescas y Los Ángeles.

#### San Pedro Apóstol, San Pedro
- Distrito: San Pedro
- Poblado: San Pedro

La parroquia abarca la totalidad del distrito de San Pedro, además de la gran mayoría del distrito de Cajón, organiza sus filiales en los siguientes sectores:
- San Pedro: San Pedro, La Arenilla, Santa Ana, Los Ángeles, Tambor, Santo Domingo y San Rafael.
- El Carmen: El Carmen, Las Mercedes, Barrio México, El Quemado, Pueblo Nuevo y San Pedrito.
- La Guaria: La Guaria, San Jerónimo, Zapotal, Fátima, Santiago, La Nueva Hortensia, La Colonia, Cristo Rey, La Unión, La Fortuna, Santa Cecilia y La Esperanza.
- San Francisco: San Francisco, Santa Marta, San Ignacio, Cedral, Santa Teresa, Los Vega, Arco Iris y Santa María.

### Vicaría Los Santos
Ubicación:
- Provincia: San José
- Cantones: Tarrazú, Dota y León Cortés.

Está conformada por las siguientes parroquias:

#### San Marcos Evangelista, San Marcos, Tarrazú
- Cantón: Tarrazú
- Distrito: San Marcos
- Poblado: San Marcos

La parroquia abarca el cantón de Tarrazú, y organiza sus filiales en los siguientes sectores:
- Sector San Marcos: San Marcos, San Pedro, Guadalupe, La Pastora, San Cayetano, La Sabana, Bajo de San Juan, Santa Cecilia, San Antonio y Santísima Trinidad
- Sector San Carlos: San Carlos, San Jerónimo, Santa Ana, Alto de San Juan, Bajo de San José, San Francisco y La Esperanza
- Sector San Lorenzo: San Lorenzo, San Isidro, San Ramón, San Gerardo, San Martín, Santa Elena, San Bernardo, Fátima, Los Ángeles, San Gabriel, San Rafael y Santa Marta.

#### Nuestra Señora de la Cueva Santa, Santa María, Dota
- Cantón: Dota
- Distrito: Santa María
- Poblado: Santa María

La parroquia abarca el cantón de Dota, y organiza sus filiales en los siguientes sectores:
- Sector Santa María: Santa María, Cedral, Jardín, San Martín, Higueronal y Quebradilla.
- Sector Copey: Copey, Trinidad, La Cima, San Gerardo y Providencia.

#### San Pablo Apóstol, San Pablo, León Cortés Castro
- Cantón: León Cortés Castro
- Distrito: San Pablo
- Poblado: San Pablo

La parroquia abarca el cantón de León Cortés Castro, y organiza sus filiales en los siguientes sectores:
- San Pablo: San Pablo, El Rosario, Carrizal, San Isidro, La Trinidad, San Gabriel, San Juan, San Luis, Llano Bonito, Santa Juana, Santa Rosa Abajo, Santa Rosa Arriba, La Concepción y San Francisco.
- San Antonio: San Antonio, Santa Cruz, La Cuesta, El Higuerón, La Angostura, Cristo Rey, Bajo Los Ángeles y Ojo de Agua.

### Vicaría Beato Pablo VI
Ubicación:
- Provincia: Puntarenas
- Cantón: Coto Brus

Conformada por las siguientes parroquias:

#### Nuestra Señora de Lourdes, San Vito
- Distrito: San Vito
- Poblado: San Vito

La parroquia abarca en su totalidad los distritos de San Vito y Limoncito, y pequeñas partes de Gutiérrez Braun y de Chánguena y Potrero Grande en Buenos Aires, y organiza sus sectores en los siguientes sectores:
- Sector San Vito: San Vito, Linda Vista, Lourdes, San Joaquín, La Isla, El Pavo, Pioneros, Limoncito, San Juan, Santa Rita y Santa Clara.
- Sector Sabanillas: Sabanillas, San Luis, Santa Marta, Paraíso, Las Vegas, La Casona, San Gerardo, Santa Cecilia, El Valle, La Unión, Los Ángeles y La Manchuria.
- Sector Los Reyes: Los Reyes, El Ceibo, La Maravilla y Sagrado Corazón.
- Sector Las Brisas: Las Brisas, Siete Colinas, Las Juntas, La Pintada y Aguas Claras.

#### Nuestra Señora de la Medalla Milagrosa, Agua Buena
- Distrito: Agua Buena
- Poblado: Agua Buena

La parroquia abarca la totalidad del distrito Agua Buena, y pequeñas partes de Sabalito y Corredor, y organiza sus filiales en los siguientes sectores:
- Sector Agua Buena: Agua Buena, Coopabuena, San Gabriel, San Martín, San Miguel, Santo Domingo, Quebrada Bonita y Pueblo Nuevo.
- Sector San Francisco: San Francisco, Santa Cecilia, Copal, Concepción, Valle Azul y Los Ángeles.
- Sector Cañas Gordas: Cañas Gordas, Pilares, Villa Roma y Los Planes.
- Sector Campo Tres: Campo Tres, Meta Ponto, Campo Dos y Medio y Bello Oriente.

#### Nuestra Señora de la Asunción, Sabalito
- Distrito: Sabalito
- Poblado: Sabalito

La parroquia abarca la gran mayoría del distrito de Sabalito, y una pequeña parte de Gutiérrez Braun, y organiza sus filiales en los siguientes sectores:
- Sector Sabalito: Sabalito, San Antonio, San Bosco, Santa Rosa, Santa Teresa, Brasilia, San Marcos, La Unión, San Ramón, Pueblo Nuevo y Valle Hermoso.
- Sector San Luis: San Luis, San Miguel, Río Marzo, Alpha, La Flor del Roble y Porto Llano.
- Sector La Lucha: La Lucha, Las Mellizas, San Francisco, La Aurora, La Esmeralda y El Progreso.

#### Patriarca San José, Fila Guinea
- Distrito: Gutiérrez Braun
- Poblado: Fila Guinea

La parroquia abarca la totalidad del distrito Pittier, y la gran mayoría de Gutiérrez Braun, y organiza sus filiales en los siguientes sectores:
- Sector Fila Guinea: Fila Guinea, Monterrey, Fila Méndez, Fila Naranjo y Las Marías.
- Sector Santa Elena: Santa Elena, Agua Caliente, Fila Tigre, Palmira, Kamakiri, Santa Fe, Sancy y Pitier.
- Sector La Administración: Administración, San Rafael, Pinar, El Roble, San Carlos y La Libertad.

### Vicaría San Juan Diego
Ubicación:
- Provincia: Puntarenas
- Cantón: Buenos Aires

Está conformada por las siguientes parroquias:

#### San Pedro Apóstol, Buenos Aires
- Distrito: Buenos Aires
- Poblado: Buenos Aires (Ciudad)

La parroquia abarca en su totalidad los distritos de Buenos Aires, Volcán, Brunka y una pequeña parte de Potrero Grande, y organiza sus filiales en los siguientes sectores:
- Buenos Aires: Buenos Aires, Santa Cruz, Veracruz, La Piñera, El Ceibo, Paraíso, Murciélago, El Brujo, San Carlos, Salitre, Yheri, Río Azul, Ujarrás, Palmital, San Vicente y Guanacaste.
- Santa Marta: Santa Marta, Las Parcelas, Zapotal, Cañas, El Socorro, Llano Bonito, San Rafael de Brunka, Guadalajara, Santa Rosa, Santa María de Brunka, El Peje, Utrapez, Volcán, Cacao, Cordoncillo, Altamira, Longomai, Convento, Terise y Tres Ríos.
- San Rafael de Cabagra: San Rafael de Cabagra, Las Delicias, Yuavin, Olán, Las Brisas, Santa Eduviges, Bolas, Platanares y Villa Hermosa.

#### Nuestra Señora de la Candelaria, Potrero Grande de Buenos Aires
- Distrito: Potrero Grande
- Poblado: Potrero Grande

La Parroquia abarca en su totalidad el distrito de Biolley, y la gran mayoría de Potrero Grande y Chánguena, y organiza sus filiales en los siguientes sectores:
- Sector Potrero Grande: Potrero Grande, Jorón, La Luchita, Lucha, Capri, Pueblo Nuevo, Los Ángeles, La Puna, Clavera, Las Vueltas, Guácimo, Javillo y Montelimar.
- Sector Biolley: El Carmen, Bajos de Coto, Sábalo, San Isidro, Altamira, Colorado, Biolley y Los Naranjos.
- Sector Chánguena: Chánguena, Las Bonitas, Pilón, Las Cruces, La Bonga, Zapotal, Mamey, Santa Lucía y Cacique.

#### Inmaculada Concepción, Boruca de Buenos Aires
- Distrito: Boruca
- Poblado: Boruca

La Parroquia abarca casi la totalidad del distrito Boruca, la gran mayoría de Pilas y Colinas, y una pequeñas parte de Potrero Grande. Organiza sus filiales en los siguientes sectores:
- Sector Boruca: Boruca, Las Moras, San Joaquín, Bella Vista, San Antonio, Térraba, Bajo Veragua y Alto Veragua.
- Sector Sabana: Sabana, Bijagual, Ceibón, Fortuna, Pilas, Santa Teresita y Shamba.
- Sector Maíz: Maíz, San Luis, Colinas, Filadelfia, Ojo de Agua, Tres Ríos, Mayal y Cedral.

### Vicaría San Francisco de Asís
Ubicación:
- Provincia: Puntarenas

Está conformada por las siguientes parroquias:

#### San Óscar Arnulfo Romero, Uvita
- Cantón: Osa
- Distrito: Bahía Ballena
- Poblado: Uvita

Organiza sus filiales en los siguientes sectores:
- Sector Uvita: Uvita, Bahía Ballena, San Josecito, Playa Hermosa, Dominicalito, Dominical, Hatillo,  Escaleras y Dos Bocas.
- Sector Ciudad Cortés: Ciudad Cortés, Coronado, Ojo de Agua, Balsar, San Rafael, San Buenaventura, Punta Mala y Barrio Lourdes.

#### Sagrado Corazón de Jesús, Palmar Norte
- Cantón: Osa
- Distrito: Palmar
- Poblado: Palmar Norte

La parroquia organiza sus filiales en los siguientes sectores:
- Sector Palmar Norte: Palmar Norte, Palmar Sur, San Miguel y 11 de Abril.
- Sector Rey Curré: Rey Curré, Porto Nuevo, Lagarto, Las Vegas, Cajón, Guácimo, Vergel, Progreso y Caña Blanca.
- Sector Tinoco: Tinoco, Olla Cero, Santa Rosa, Mira Mar, Venecia, Sinaí, Coquito, Villa Colón, Santa María, Villa Bonita, San Martín y San Isidro.
- Sector Sierpe: Sierpe, Finca Puntarenas, Finca Guanacaste, Finca 12, Finca 6-11, Finca 5, Finca 8 y La Hacienda.

#### Santo Domingo Guzmán, Puerto Jiménez
- Cantón: Puerto Jiménez
- Distrito: Puerto Jiménez
- Poblado: Puerto Jiménez

Abarca el cantón de Puerto Jiménez, así como el distrito de Bahía Drake de Osa, organiza sus filiales en los siguientes sectores:
- Puerto Jiménez: Puerto Jiménez, El Ñeque, Boca Gallargo, Sándalo y Cañaza.
- La Palma: La Palma, La Amapola, Palo Seco, Guadalupe, Puerto Escondido, Riyito, Banegas, El Campo, San Juan y Bahía Chal.
- Bahía Drake: Agujitas, El Progreso, Rancho Quemado, Potrero y Miramar.

#### San José, Golfito
- Cantón: Golfito
- Distrito: Golfito
- Poblado: Golfito (Ciudad)

La parroquia organiza sus filiales en los siguientes sectores:
- Sector Golfito: Golfito, km 3, Pueblo Civil, Purruja, La Mona, km 16, Las Trenzas, Florida y Nazareth.
- Sector Conte: Conte, Pueblo Nuevo, La Unión, La Escuadra, Progreso, Alto Conte, Alto de Río Claro, Esperanza, Fortuna, La Virgen, Langostino, Zancudo, Cocal Amarillo, Punta Burica, Vista de Mar y Cuervito.

#### Nuestra Señora de Guadalupe, Río Claro
- Cantón: Golfito
- Distrito: Guaycará
- Poblado: Río Claro

La parroquia organiza sus filiales en los siguientes sectores:
- Sector Río Claro: La Unión, km 31, Viquillas, Los Ángeles, Bambel, Agroindustrial, km 20, km 24, San Ramón, Llano Bonito, Linda Vista, La Esperanza y Coto 54.
- Sector Piedras Blancas: Piedras Blancas, Los Mogos, Finca Alajuela, Chacarita y La Florida.
- Sector km 37: km 37, La Guaria, Los Ángeles, km 40, San Miguel, La Gamba, Villa Briceño y La Julieta.

#### Santa Marta, Ciudad Neily
- Cantón: Corredores
- Distrito: Corredor
- Poblado: Neily (Ciudad)

La parroquia organiza sus filiales en los siguientes sectores:
- Sector Neily: Neily (Ciudad), Caracol Norte, Las Nubes, La Fortuna, Río Nuevo, Bajo Los Indios, Guayabí, PHM, km 25, km 31, Tamarindo, Vereh, Bomberos, Coto 47, Coto 45, Coto 52, La Central, Campesina, Los Castaños, Abrojo Norte, Abrojo Sur y El Carmen.
- Sector Paso Canoas: Paso Canoas, La Palma, San Jorge, San Martín, Control, Plaza Canoas, Laurel, La Cuesta, Consejos, FAL, San Juan, Colorado y La Mariposa.
- Sector Naranjo: Naranjo, Bambito, La Estrella, La Campiña, Santa Lucía, Roble, Bella Luz, Caracol de Laurel, Río Incendio

## Historia
La diócesis fue erigida el 19 de agosto de 1954 con la bula Neminem fugit del papa Pío XII, obteniendo el territorio de la arquidiócesis de San José de Costa Rica y de la diócesis de Alajuela.
El 17 de abril de 1998 cedió una porción de su territorio para la erección de la diócesis de Puntarenas mediante la bula Sacrorum Antistites del papa Juan Pablo II.

## Estadísticas
Según el Anuario Pontificio 2023 la diócesis tenía a fines de 2022 un total de 261 760 fieles bautizados.
| Año                                                                             | Población            | Población | Población      | Sacerdotes | Sacerdotes    | Sacerdotes    | Bautizados por sacerdote | Diáconos permanentes | Religiosos | Religiosos | Parroquias |
| Año                                                                             | Bautizados católicos | Total     | % de católicos | Total      | Clero secular | Clero regular | Bautizados por sacerdote | Diáconos permanentes | Varones    | Mujeres    | Parroquias |
| ------------------------------------------------------------------------------- | -------------------- | --------- | -------------- | ---------- | ------------- | ------------- | ------------------------ | -------------------- | ---------- | ---------- | ---------- |
| 1966                                                                            | 110 800              | 117 000   | 94.7           | 17         | 9             | 8             | 6517                     |                      |            | 24         | 11         |
| 1970                                                                            | 121 000              | 130 000   | 93.1           | 14         | 9             | 5             | 8642                     |                      | 5          | 30         | 10         |
| 1976                                                                            | 200 000              | 215 000   | 93.0           | 17         | 11            | 6             | 11 764                   |                      | 6          | 38         | 10         |
| 1980                                                                            | 235 000              | 250 000   | 94.0           | 14         | 11            | 3             | 16 785                   |                      | 4          | 24         | 10         |
| 1990                                                                            | 275 095              | 323 620   | 85.0           | 34         | 28            | 6             | 8091                     |                      | 19         | 27         | 23         |
| 1999                                                                            | 317 142              | 373 112   | 85.0           | 51         | 41            | 10            | 6218                     |                      | 21         | 32         | 25         |
| 2000                                                                            | 324 400              | 384 000   | 84.5           | 53         | 44            | 9             | 6120                     |                      | 22         | 30         | 25         |
| 2001                                                                            | 289 004              | 333 310   | 86.7           | 51         | 41            | 10            | 5666                     |                      | 10         | 37         | 26         |
| 2002                                                                            | 310 241              | 343 955   | 90.2           | 57         | 48            | 9             | 5442                     |                      | 31         | 45         | 26         |
| 2003                                                                            | 298 585              | 331 761   | 90.0           | 55         | 46            | 9             | 5428                     |                      | 17         | 42         | 26         |
| 2004                                                                            | 303 193              | 338 396   | 89.6           | 52         | 43            | 9             | 5830                     |                      | 19         | 51         | 26         |
| 2010                                                                            | 359 000              | 369 000   | 97.3           | 54         | 46            | 8             | 6648                     | 1                    | 19         | 46         | 26         |
| 2014                                                                            | 377 000              | 388 000   | 97.2           | 60         | 49            | 11            | 6283                     | 1                    | 17         | 47         | 26         |
| 2017                                                                            | 280 004              | 400 005   | 70.0           | 65         | 52            | 13            | 4307                     | 1                    | 19         | 35         | 26         |
| 2020                                                                            | 285 537              | 407 910   | 70.0           | 68         | 56            | 12            | 4199                     | 1                    | 17         | 16         | 26         |
| 2022                                                                            | 261 760              | 373 950   | 70.0           | 59         | 46            | 13            | 4436                     | 7                    | 16         | 32         | 26         |
| Fuente: Catholic-Hierarchy, que a su vez toma los datos del Anuario Pontificio. |                      |           |                |            |               |               |                          |                      |            |            |            |

### Congregaciones
Dentro del territorio diocesano se pueden ubicar las siguientes congregaciones religiosas:
- Orden de San Agustín
- Misioneros Trinitarios
- Religiosos Terciarios Franciscanos de Cristo Obrero
- Hermanas Inmaculatinas
- Hermanas Presentacionistas Parroquiales Adoradoras
- Hermanas Misioneras de la Asunción
- Salesianos Don Bosco
- Religiosas Oblatas al Divino Amor
- Hermanas Clarisas Capuchinas
- Hermanas Misioneras de Cristo Rey
- Hermanas Capuchinas de la Madre del Divino Pastor

## Episcopologio
- Delfín Quesada Castro † (22 de octubre de 1954-17 de octubre de 1974 falleció)
- Ignacio Nazareno Trejos Picado (19 de diciembre de 1974-31 de julio de 2003 retirado)
- Guillermo Loría Garita, SS.CC. (31 de julio de 2003-24 diciembre de 2013 retirado)
- Gabriel Enrique Montero Umana, O.F.M.Conv. (24 de diciembre de 2013- 13 de noviembre de 2021 retirado)
- Juan Miguel Castro Rojas, desde el 13 de noviembre de 2021